# 芦ヶ池
芦ヶ池（あしがいけ）は、愛知県田原市芦町にあるため池である。有効貯水量は200万立方メートルである。2010年（平成22年）3月25日に農林水産省のため池百選に選定された。

## 概要

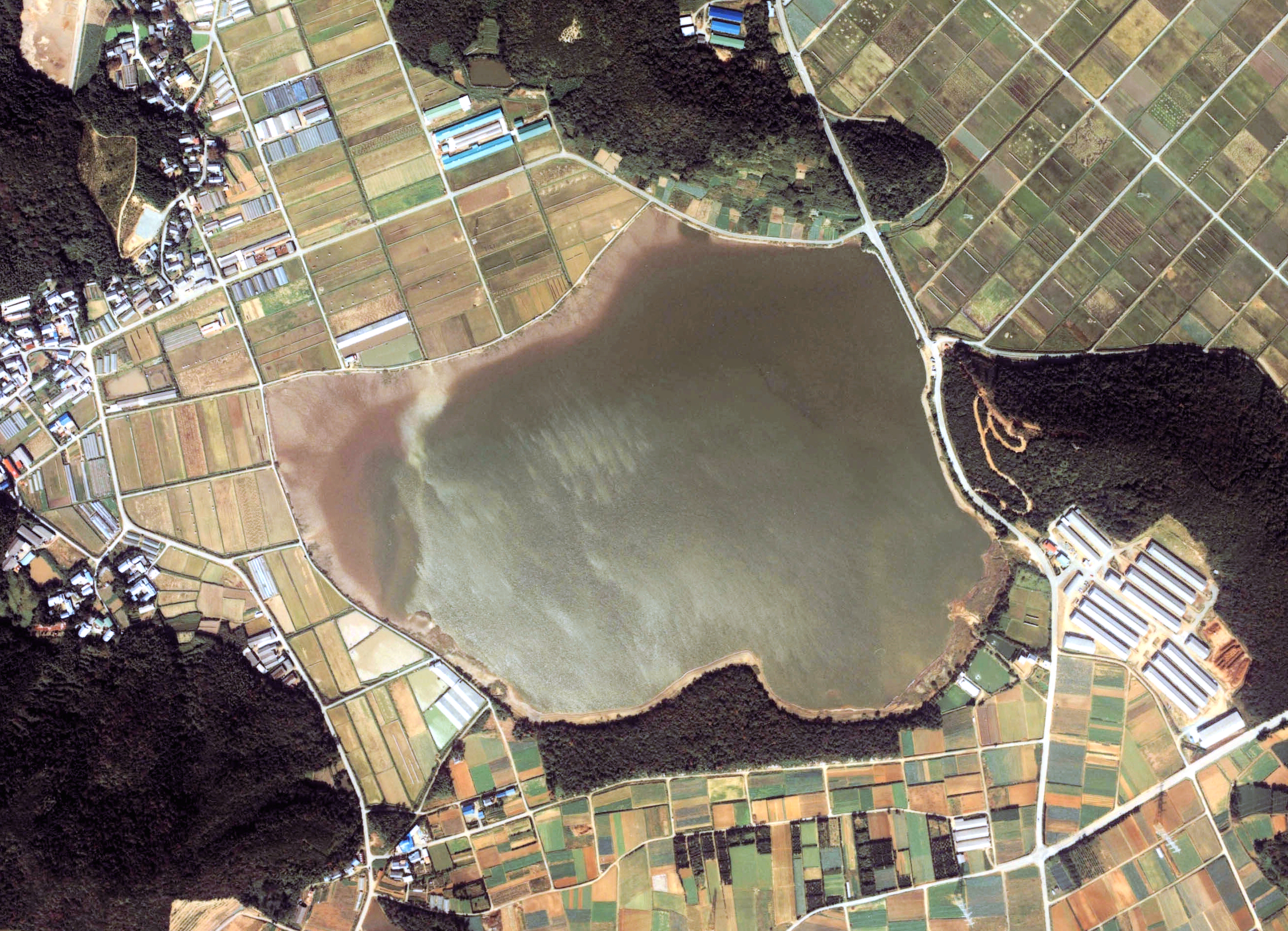
芦ヶ池付近の空中写真。1982年撮影。
。

豊川用水の調整池として造られ272haの農地に直接水を配るとともに、豊川用水と連絡し渥美半島の農地を潤す重要なため池となっている。
造成の由来は不詳ではあるが、条里制の遺構の調査により三河国司により造られたと考えられている。
江戸時代（承応年間）には、田原藩主戸田忠昌によって浚渫し整備されたという記録もある。
現在は、芦ヶ池を核に、田原市芦ヶ池農業公園（サンテパルク田原）が整備されていて、体験学習を通じ農業の歴史を学ぶ施設や、農産物の販売や地元の夏祭り等が行われており、地域を代表する観光地となっている。

サンテパルクたはらから望む芦ヶ池
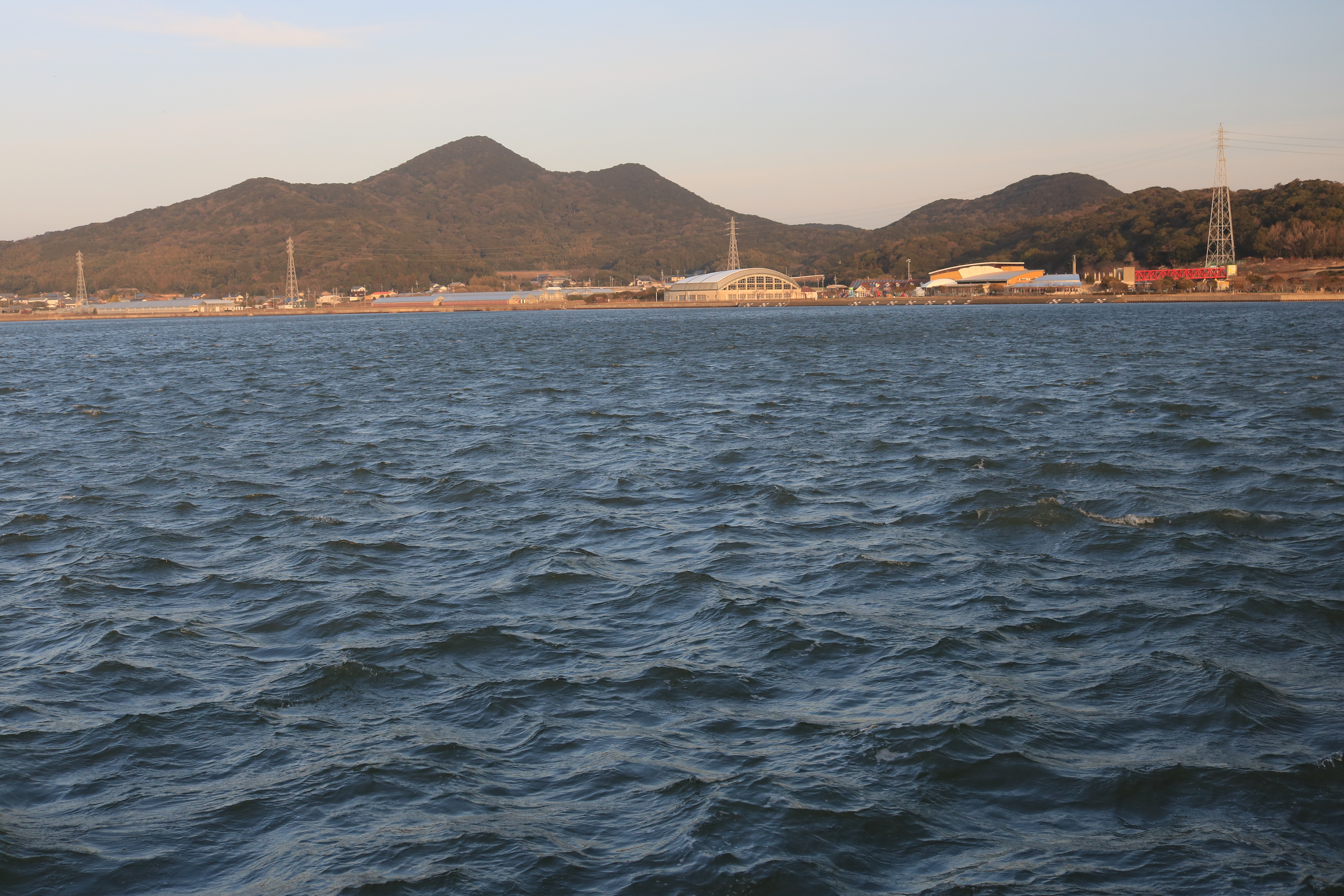
芦ヶ池と対岸のサンテパルクたはら